# Sechura
Sechura è una comune del Perù, situato nella regione di Piura e capoluogo della provincia di Sechura.